# Gormiti
Gormiti: ¡Los Invencibles Señores de la Naturaleza! (en italiano, Gormiti: Gli Invincibili Signori della Natura!) o simplemente Gormiti, es una línea de juguetes basada en una amplia colección de figuras en miniatura generalmente no articuladas de PVC; cada una de las cuales se vende conjuntamente con una carta coleccionable.
Las figuras fueron creadas en 2005 por Leandro Consumi y Gianfranco Enrietto para la empresa italiana Giochi Preziosi y su éxito ha dado lugar a sus propias series de animación, historietas y múltiple merchandising asociado. Posteriormente han aparecido otras figuras mayores y articuladas, basadas en las anteriores.

## Juguetes
Gormiti se presenta como un juego de minifiguras de monstruos de plástico coleccionables, que se venden junto con cartas que contienen una descripción del mismo personaje.
Según la mitología, los Gormitis son los guerreros de la isla de Gorm, divididos en dos grandes ejércitos (el Bien y el Mal) de forma similar a El Señor de los Anillos. Los dos ejércitos se dividen a su vez en varios pueblos, generalmente ligados a un elemento de la naturaleza. Los pueblos representados son: 
- Pueblo de la Tierra
- Pueblo del Bosque
- Pueblo del Mar
- Pueblo del Aire
- Pueblo del Volcán (a veces dividido entre el del Magma y el de la Lava)
- Pueblo de la Luz
- Pueblo de la Oscuridad

Cada pueblo tiene a su Señor de la Naturaleza, quien tiene más poder, como Noctis, el señor de los cielos (del pueblo del aire) o Magmion, el señor del mal (del pueblo del magma y el malo de la serie). Al adquirir un Gormiti nos encontraremos con una figurita hecha de goma compacta, pero un poco flexible y de una carta con una ilustración del personaje, una descripción y un valor numérico llamado "Potencia" (la fuerza del gormiti).

### Sistema de juego
Las reglas de Gormiti son muy simples, como corresponde al enfoque del producto hacia la primera infancia. Cada minifigura lleva en su base un número entre el uno y el nueve. Las cartas tienen también una indicación numérica de su poder. Para jugar, simplemente se compara la suma del número de la minifigura y carta propias con la del oponente, ganando la que sea mayor.
La mecánica de venta es similar a la de las figurillas: la venta en bolsitas cerradas no permite la elección, e implica la compra de duplicados que a su vez alimentan un fenómeno de intercambio. El notable éxito ha dado lugar a la expansión de un gran mercado secundario: figuritas, juegos y otros productos infantiles marcados como "Gormiti", revistas dedicadas, DVD y varias series de televisión.

### Antecedentes
Anteriormente, en los años 80, Giochi Preziosi distribuía figuras estáticas de bolsitas de plástico con fines similares, llamadas Exogini, que también fueron un gran éxito. Sin embargo, en ese caso se trataba de una italianización de figuras estáticas existentes inspiradas en el manga y el anime Kinnikuman, basado en el luchador espacial. Estas figurillas eran similares a las producidas en EE. UU. y Japón, excepto por la diferencia de los nombres de los personajes y el plástico utilizado, más duro y similar al utilizado para los Gormiti normales.

## Historia y mitología

### Serie original
La historia tiene lugar en la Isla de Gorm, una isla flotante localizada en un mundo desconocido y poblada por criaturas pacíficas llamadas Gormiti, protegida por el misterioso Viejo Sabio. Pero un día, el malvado hechicero Magor despertó de su letargo de un siglo en el Monte de Fuego y creó un grupo de malvados y asesinos Gormiti de Lava y Magma, que asaltaron Gorm y lo arrasaron sin piedad. El Viejo Sabio, incapaz de hacer nada para detener a Magor y sus secuaces Magmion y Lavion, se vio obligado a huir... pero no sin antes crear un nuevo artefacto, el Ojo de la Vida, que podría usar para repoblar la Isla de Gorm cuando sería el momento adecuado. Los Gormiti de Lava y Magma, en su codicia, acabaron saqueando tanto que lo que quedaba no alcanzaba para mantenerlos, y se vieron obligados a volver al Monte Volcán y esperar a que la isla se recuperara lo suficiente... Y así volvió el Viejo Sabio, dando a luz nuevos Gormiti gracias al Ojo de la Vida. Surgieron nuevos pueblos, los Gormiti del Aire, el Bosque, la Tierra y el Mar, y esos pueblos volvieron a vivir en paz, ayudándose unos a otros e ignorando lo que les sucedió a sus antepasados. Y todo fue bien hasta que un iracundo Magor, en busca de venganza, lanzó un nuevo ataque contra Gorm y maldijo a los otros pueblos Gormiti para que lucharan entre sí por el poder y la supremacía, poniendo fin a la paz en Gorm... 

### Serie de 2018
Hace mucho tiempo, el mundo-isla de Gorm fue amenazado por un terrible enemigo: los Darkans. Los Gormiti, dirigidos por sus poderosos Lord, aunaron sus fuerzas para contrarrestar esta amenaza. Enstalló la guerra pero los Gormiti salieron victoriosos. Hoy la batalla es considerada por la mayoría como una leyenda. La única huella que queda es la One Tower, la antiga fortaleza de los Gormiti. En cuanto 4 jóvenes héroes –Riff, Ikor, Trek y Eron– entraron en la One Tower, las profecías se cumplieron: los Darkans han vuelto! Nuestros héroes tendrán que aprender a utilizar "Los Elemental Bracers" para invocar a los legendarios Gormiti y desencadenar sus fuerzas para salvar el mundo.

## Pueblos y señores
Los Gormiti viven en la isla de Gorm y se dividen en 13 pueblos diferentes. 

### Pueblos del Bien
- El Pueblo de la Tierra, dirigido por Agrom. Previamente comandado por Nick, Gheos, Kolossus y el Viejo Thorg.

- El Pueblo del Bosque, liderado por Tasaru. Previamente comandado por Lucas, Tasarau el Sabio, Barbataus y Granarbol.

- El Pueblo del Mar, liderado por Piron. Anteriormente comandado por Toby, Polypus, Carrapax y Nobilmantis.

- El Pueblo del Aire, liderado por Noctis II. Previamente comandado por Jessica, Noctis el Terrible, Helios el traidor y Devilfenix.

- El Pueblo de la Luz, comandado por el Gran Luminor.

### Pueblos del Mal
- El Pueblo del Volcán, liderado por Andrall. Anteriormente liderado por Magmion, Lavion, Horror Profundo y Armageddon. En la Primera Serie y en la Mística se divide en el Pueblo de la Lava y el Pueblo del Magma.

- El Pueblo de la Oscuridad, liderado por Obscurio.

### Antiguos Guardianes
Cada uno de los pueblos de Gorm tiene en su defensa un Guardián creado por el Viejo Sabio con el fin de defender las fortalezas de los Gormiti o actuar como compañero de los señores de los Pueblos a los que pertenecen. Estas criaturas, llamadas "Antiguos Guardianes" son:
- Roscalion, guardián y corcel del Viejo Thorg, Gheos, Nick y Agrom. Su apariencia se asemeja a un Triceratops.
- Troncalion, guardián del Bosque Silencioso y corcel de Granárbol, Tasarau, Lucas y Tasaru.
- Tentaclion, guardián del Pozo de los Espíritus Antiguos y corcel de Nobilmantis, Polypus, Toby y Piron. Está inspirado en la figura del Kraken.
- Luxalion, el león de la Región Blanca y una vez corcel del Gran Luminor.

Durante la Batalla de los Colosos, Magor creó Guardianes malvados al servicio de los Pueblos del Mal, contrapartes de los del Bien:
- Drakkon, el feroz corcel dragón de Magmion, Lavion y Armageddon.
- Cerberion, el negro guardián de Obscurio. Está inspirado en Cerbero.
- Fenision, el fénix guardián de la Ciudadela del Aire, corcel de Devilfenix (malvado), Jessica (bueno), Noctis (bueno) y Noctis II (bueno).

## Series
Las distintas series en las que se divide la línea de juguetes.

### Series originales
- Serie I (2005): La serie original, cuya historia es descrita en el apartado de historia y mitología. 
  - Serie Mística (2006): Incluidos como parte de las bolsitas de la Serie II, los personajes de Mystica son rediseños de los personajes de la Serie I con detalles dorados y plateados. Argumentalmente no se sabe mucho sobre ellos, a excepción de unas pocas líneas breves en los folletos que indican que son reencarnaciones de los personajes de la Serie I nacidos de su puro deseo de ganar la guerra contra los otros pueblos.
- Serie II (2006): La primera serie secuela, con personajes más grandes y voluminosos que se convirtieron en el estilo artístico estándar de los personajes. La trama presenta a los cuatro pueblos de la Tierra, el Bosque, el Aire y el Mar formando un tratado de paz después de descubrir la verdad sobre cómo Magor los maldijo.
  - Serie Atómica (2006): Línea formada por recoloreados de la Serie II, con trucos como pintura que brilla en la oscuridad, cambio de color y partes transparentes. La trama presenta al Pueblo del Aire convirtiéndose en malos después de que Magor engañó a su señor para que atacara a sus amigos para obtener un aumento de poder, instando a los otros pueblos a obtener sus propios poderes.
- Serie III (2007): Presenta dos nuevos pueblos, Luz y Oscuridad. La trama justifica esto ya que el señor de la Luz es convocado por las lágrimas de dolor de los viejos señores, mientras que el señor de la Oscuridad es convocado como contramedida por Magor. 
  - Serie Mythos (2007): Similar a Atómica, esta línea está formada por redecoloreados de los personajes de la Serie III con trucos similares. Argumentalmente, estos son potenciadores para preparar a los distintos pueblos para una gran guerra.
  - Serie Energheia (2007): Incluida en las bolsitas de Mythos, esta línea presenta nuevas versiones de moldes de los personajes de la Serie I, ahora con el diseño de personajes más voluminoso visto desde la Serie II en adelante. La trama establece que fueron resucitados para ampliar ambos lados del conflicto mencionado. Estos moldes se vendieron como "Serie I" en la mayoría de los países extranjeros.
- Serie Final Evolution (2008): La última serie anterior a los dibujos animados. Un estallido de energía impacta a todo Gorm y potencia a sus habitantes: los personajes de la Serie III se actualizan a nuevos pueblos (Diamante, Bosque Ardiente, Hielo, Fósiles, Metal, Sol y Luna), mientras que los personajes de Energheia obtienen el poder atómico.
- Serie ¡El Retorno de los Señores de la Naturaleza! o Serie Cartoon (2008): Primera serie basada en los dibujos animados. Presenta a los principales héroes y villanos de la caricatura, además de algunos de los personajes de las Series I y II que aparecen en la primera temporada.
  - Serie Elemental Fusion (2009): Spin-off no canónico de la serie de dibujos animados. Los señores son versiones mejoradas de los de la serie anterior, mientras que todos los demás son nuevos. Como truco, todos los personajes tienen un chip debajo de un pie que les permite conectarse a un complemento para hacerlos hablar.
- Serie Eclipse Supremo (2009): Cuenta con el elenco de la segunda temporada de dibujos animados, La Era del Eclipse Supremo. Los pueblos de la Luz y la Oscuridad regresan después de una breve ausencia. El truco parlante de Elemental Fusion regresa. 
  - Serie Titanium (2010): Segundo (y último) spin-off no canónico de los dibujos, que presenta versiones mejoradas de todos los personajes de Eclipse Supremo. El truco principal de la línea les da a todos los personajes articulaciones giratorias en sus brazos y piernas, además de una ranura secreta en sus pechos que contiene algún tipo de extra (anillos de goma que se pueden usar, doblones y gemas para clavar en los agujeros de los personajes para representar cargando y armando armas para completar los señores de cada pueblo).
- Serie Neorgánica (2010): Cuenta con el elenco de la tercera temporada de dibujos animados, La Evolución Neorgánica. Introduce por primera vez figuras reales de personajes que han sido parte de la historia pero sin contar con juguete hasta ese momento, como el Viejo Sabio, Magor y los soldados genéricos de cada pueblo. Como truco, el número de poder secreto de cada personaje no se coloca bajo sus pies como hasta ese momento, sino que se oculta bajo una capa de pintura sensible al calor en el pecho.
- Serie Morfogénesis (2011): Primera serie precuela, ambientada antes de la Serie I. El truco principal de la serie es una actualización de Titanium: abandonando las ranuras secretas, los personajes ahora tienen cabezas y extremidades extraíbles, además de una ranura adicional en la espalda, lo que permite para mezclar y combinar diferentes personajes y combinar múltiples figuras para hacer personajes más grandes conocidos como "Gorgolems".
- Serie Luxion (2011): La última serie antes de los posteriores reinicios es otra precuela, que presenta a las primeras tribus de Gormiti que jamás existieron. El truco principal de la serie es que todos están fundidos en plástico que brilla en la oscuridad.

### Nature Unleashed
Esta serie no está estrictamente ligada a las anteriores ya que es una especie de reinicio y contiene los personajes de la serie animada del mismo nombre. En total hay 26 Gormiti.

### Reinicio del 2018
Esta serie está basada en el reinicio de Gormiti del 2018, principalmente su serie de televisión. Esta serie se divide en "olas" de figuras, contando con 11 olas hasta la fecha. 

## Otros medios

### Cortos
A mediados de la década del 2000 se crearon varios cortos animados de los Gormiti. Estos fueron distribuidos en DVD con las distintas Revistas Gormiti. 

### Series de televisión
La primera serie de televisión, Gormiti: La serie animada, fue coproducida por Giochi Preziosi y Marathon Media y basada en los personajes originales de Gormiti. Se transmitió por primera vez en Italia 1 y Canal J a partir del 27 de octubre de 2008. Constó de tres temporadas: Gormiti: ¡El Regreso de los Señores de la Naturaleza!, Gormiti: ¡La Era del Eclipse Supremo! y Gormiti: La Evolución Neorgánica. La serie obtuvo buenas calificaciones en todo el mundo y críticas positivas.
Una segunda serie, Gormiti: Nature Unleashed, producida en CGI, comenzó a transmitirse en Italia en 2012. Aparte del escenario y algunos personajes, no tiene relación con la primera serie de televisión.
Una tercera serie y segundo reinicio, Gormiti, comenzó a transmitirse en 2018.

### Videojuegos
Konami lanzó el videojuego Gormiti: Lords of Nature para Nintendo DS y Wii en septiembre de 2010, basado en gran medida en la primera temporada de la serie animada.